# Wieskau

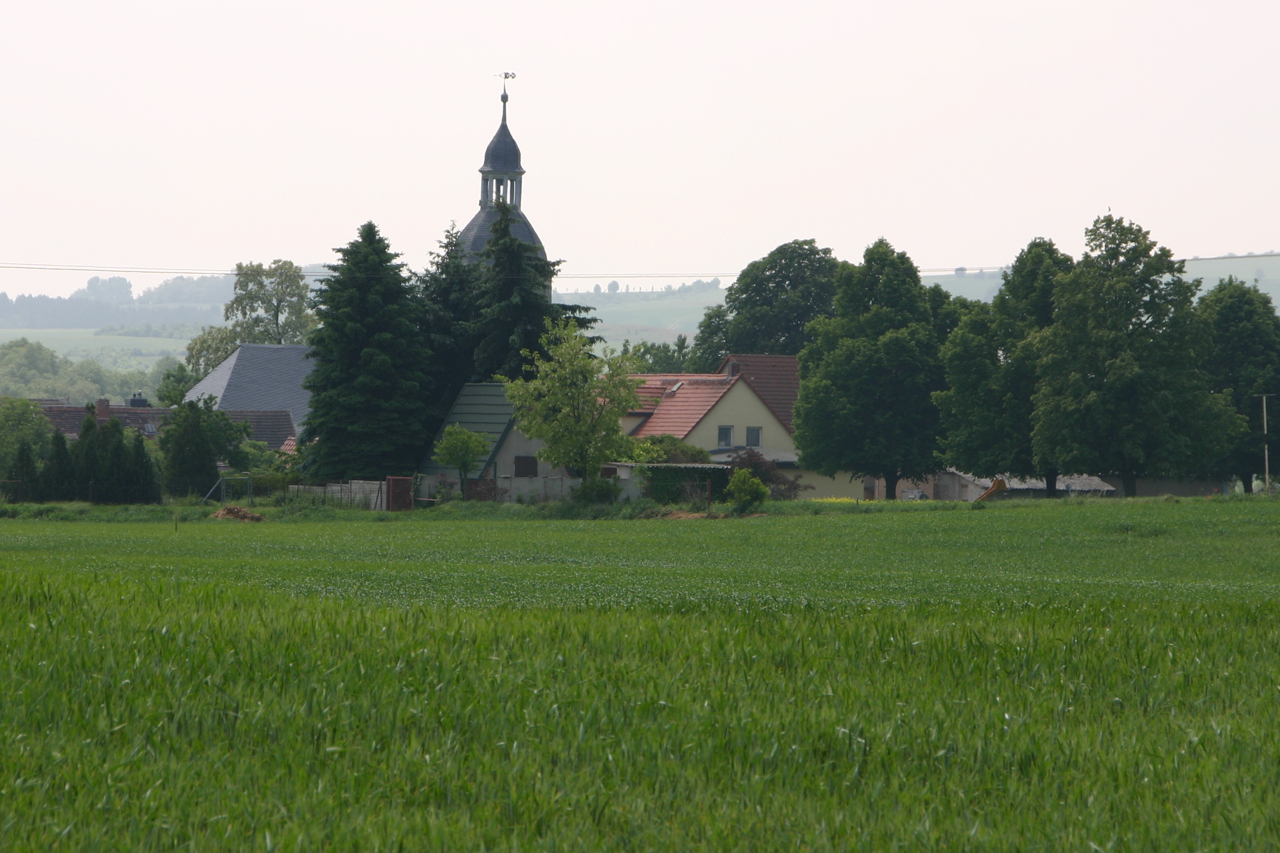
Blick auf den Ort von Norden

Wieskau ist ein Ortsteil der gleichnamigen Ortschaft der Stadt Südliches Anhalt im Landkreis Anhalt-Bitterfeld in Sachsen-Anhalt, (Deutschland). 

## Geografie
Wieskau liegt zwischen Köthen (Anhalt) und Halle (Saale). Wieskau liegt an der Fuhne. 

## Geschichte
Wieskau wurde 1182 erstmals urkundlich erwähnt. Wieskau war in diesem Bereich der Fuhne der einzige Ort nördlich des Flusses, der historisch nicht zu Anhalt, sondern zum Saalkreis des Erzstifts Magdeburg gehörte. Mit dessen Angliederung an Preußen gehörte der Ort ab 1680 zum brandenburg-preußischen Herzogtum Magdeburg.
Mit dem Frieden von Tilsit wurde Wieskau im Jahr 1807 dem Königreich Westphalen angegliedert und dem Distrikt Halle im Departement der Saale zugeordnet. Der Ort gehörte zum Kanton Löbejün. Nach der Niederlage Napoleons und dem Ende des Königreichs Westphalen befreiten die verbündeten Gegner Napoleons Anfang Oktober 1813 den Saalkreis. Bei der politischen Neuordnung nach dem Wiener Kongress 1815 wurde Wieskau im Jahr 1816 dem Regierungsbezirk Merseburg der preußischen Provinz Sachsen angeschlossen und dem Saalkreis zugeordnet. Er war somit in dem Bereich der einzige preußische Ort nördlich der Fuhne, umgeben von anhaltischen Orten.
Wieskau war ehemals eine selbstständige Gemeinde, die bei der Kreisreform 1950 vom Saalkreis in den ehemals anhaltischen Landkreis Köthen wechselte.
Am 20. Juli 1950 wurde die bis dahin eigenständige Gemeinde Cattau nach Wieskau eingemeindet.
Wieskau gehörte der Verwaltungsgemeinschaft Südliches Anhalt an, die ihren Verwaltungssitz in der Gemeinde Weißandt-Gölzau hatte.
Die Gemeinde Wieskau wurde zum 1. Januar 2010 nach Südliches Anhalt eingemeindet.

## Kultur und Sehenswürdigkeiten

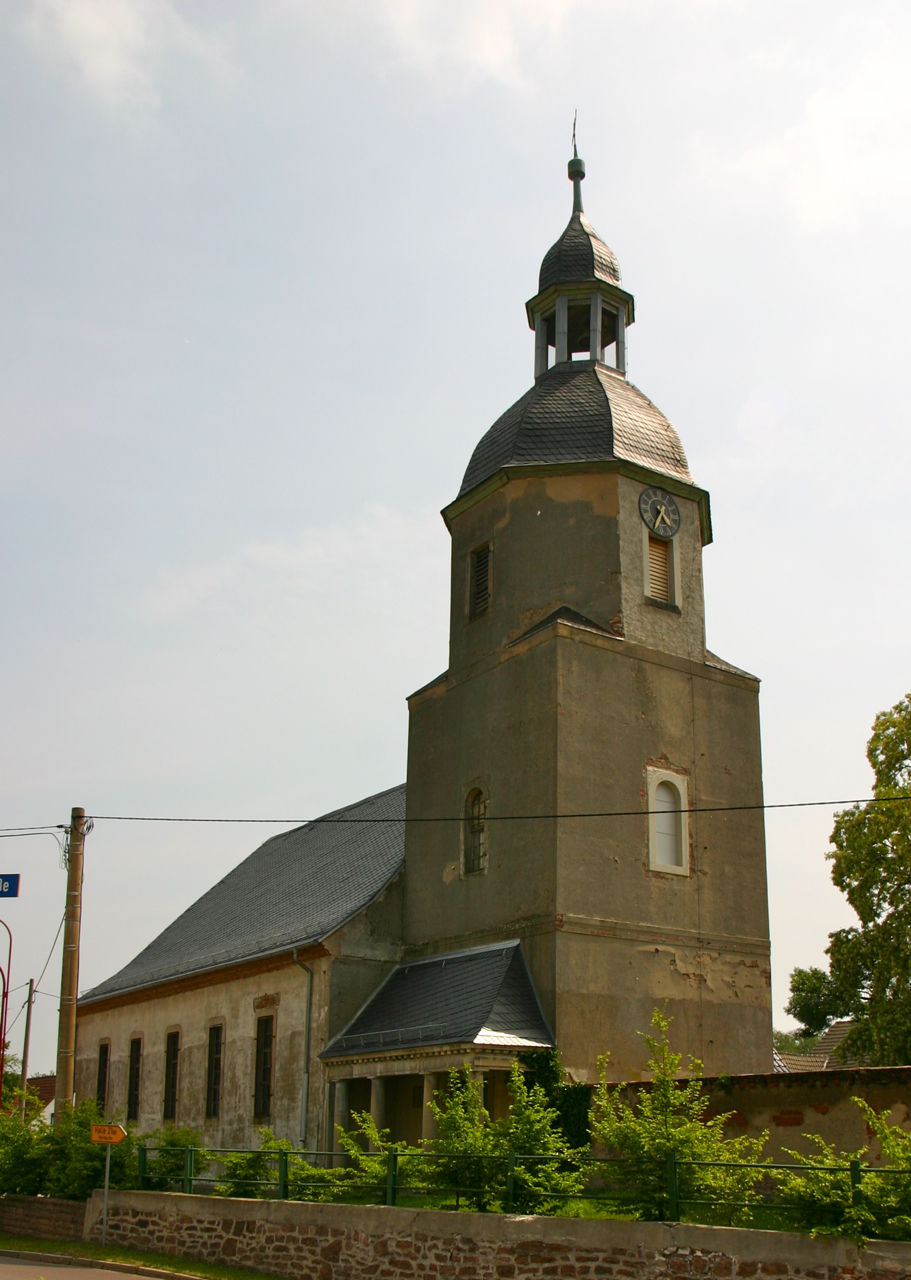
Die barocke Kirche

In Wieskau befindet sich eine unter Denkmalschutz stehende barocke Kirche aus dem 18. Jahrhundert.

## Verkehr
Westlich der Gemeinde verläuft die Bundesautobahn 14, von Halle (Saale) nach Magdeburg.